# Пам'ятки історії Львова
У Львові згідно з даними Львівської міської ради нараховується 285 пам'яток історії, одна з них (місце поховання Івана Федоровича) — національного значення.
| #   | Назва | Адреса                                                             |
| --- | --- | ------------------------------------------------------------------ |
| 1   | Площа Старий Ринок — торговий центр давньоруського Львова. Місце зібрань трудівників Львова | пл. Старий ринок                                                   |
| 2   | Вал земляний (Губернаторські вали) | вул. Підвальна                                                     |
| 3   | Місце поховання книгодрукаря Івана Федорова (пам'ятка національно значення) | вул. Хмельницького, 36 (територія церкви Св. Онуфрія)              |
| 4   | Оборонна стіна для захисту Онуфріївського монастиря | вул. Замкова                                                       |
| 5   | Місце козацьких поховань | вул. князя Романа, сквер                                           |
| 6   | Площа, на якій знаходився головний табір козацько-селянських військ під керівництвом Б.Хмельницького | пл. Св. Юра                                                        |
| 7   | Колодязь — пам'ятка середньовічного мистецтва Львова | вул. Коперника                                                     |
| 8   | Місце страт українських селянських повстанців-гайдамаків; польських революціонерів Висньовського Т. і Капустинського Ю. | вул. Клепарівська, сквер                                           |
| 9   | Площа, на якій відбувалися мітинги і барикадні бої | пл. Д.Галицького                                                   |
| 10  | Площа, на якій відбувалися мітинги і демонстрації | пл. Міцкевича                                                      |
| 11  | Місце, де під час демонстрації був смертельно поранений Козак Владислав | початок вул. Саксаганського                                        |
| 12  | Братська могила жертв барикадних боїв | вул. Мечнікова, Личаківське кладовище, поле 62                     |
| 13  | Пам'ятник в'язням Талергофа | Личаківське кладовище, поле 60                                     |
| 14  | Братська могила січових стрільців | вул. митр. Липківського, к-ще (Шевченківський гай)                 |
| 15  | Братська могила січових стрільців | вул. Мечнікова, Личаківське к-ще, за військовим меморіалом         |
| 16  | Братська могила січових стрільців | вул. Мідна, колишнє кладовище                                      |
| 17  | Меморіал Українських Січових Стрільців | вул. Шевченка, Янівське клад. поле № 38                            |
| 18  | Братська могила воїнів УГА | м. Винники, міське к-ще                                            |
| 19  | Братська могила в'язнів Янівського концтабору | вул. Єрошенка, Янівське к-ще, поле 1                               |
| 20  | Братська могила радянських воїнів | смт. Брюховичі Шевченківського р-ну м. Львова, вул. Львівська      |
| 21  | Дільниця на кладовищі, де поховані радянські воїни | смт. Брюховичі, при дорозі Брюховичі-Львів                         |
| 22  | Братська могила радянських воїнів | м. Винники, Личаківський р-н м. Львова, вул. Галицька              |
| 23  | Братська могила радянських воїнів | м. Винники, Личаківський р-н м. Львова, при дорозі Винники-Золочів |
| 24  | Братська могила радянських воїнів | м. Винники, Личаківський р-н м. Львова, сад тютюнової фабрики      |
| 25  | Меморіальний комплекс Пагорб Слави | вул. Пасічна                                                       |
| 26  | Військовий меморіал — Личаківське військове кладовище | вул. Мечнікова, Личаківське кладовище                              |
| 27  | Братська могила жертв репресій | вул. Мечнікова, Личаківське кладовище, військовий меморіал         |
| 28  | Братська могила жертв репресій | вул. Мечнікова, Личаківське кладовище, поле 85                     |
| 29  | Меморіал воїнів УГА | Личаківське кладовище, поле 76                                     |
| 30  | Могила Антонича Б.-І., видатного українського поета | вул. Шевченка, Янівське к-ще, поле 4                               |
| 31  | Гробниця Альбіновської-Мінкевич С. Ю., українського живописця і графіка | вул. Мечнікова, Личаківське кладовище, поле 2                      |
| 32  | Могила Аркушенка В. П., українського актора, народного артиста України | вул. Мечнікова, Личаківське кладовище, поле 3                      |
| 33  | Гробниця, в якій поховано Банаха С., польського математика, члена-кореспондента України | вул. Мечнікова, Личаківське кладовище, поле 1                      |
| 34  | Могила Барановського Я. В., доктора права, члена Проводу українських націоналістів | вул. Мечнікова, Личаківське кладовище, поле 1                      |
| 35  | Гробниця, в якій похований Баронч Тадеуш, польський скульптор | вул. Мечнікова, Личаківське к-ще, поле 59                          |
| 36  | Гробниця Барвінського В. О., українського композитора, піаніста, педагога, диригента, доктора мистецтвознавства | вул. Мечнікова, Личаківське кладовище, поле 3                      |
| 37  | Могила Барвінського В. Г., українського письменника | вул. Мечнікова, Личаківське кладов., поле 3                        |
| 38  | Могила Басараб О. М., героїні української національно-визвольної боротьби | вул. Шевченка, Янівське к-ще, поле 13                              |
| 39  | Могила Братуня Р. А., українського поета, громадського діяча | вул. Мечнікова, Личаківське кладовище, поле 67                     |
| 40  | Могила Брагінця А. С., українського філософа, проректора Львівського університету | вул. Мечнікова, Личаківське кладовище, поле 1                      |
| 41  | Могила Белея І. М., українського журналіста, перекладача і критика | вул. Мечнікова, Личаківське кладовище, поле 4                      |
| 42  | Могила Біганича Л. Д., українського скульптора | вул. Мечнікова, Личаківське кладовище, поле 69                     |
| 43  | Могила Білозіра І., українського композитора, народного артиста України | Львів, вул. Мечнікова, Личаківське кладовище, поле 2               |
| 44  | Могила Бриж Т. М., українського скульптора | Львів, вул. Мечнікова, Личаківське кладовище, поле 33              |
| 45  | Могила Вагилевича І. М., українського поета, філософа, фольклориста, етнографа, громадського діяча | Львів, вул. Мечнікова, Личаківське кладовище, поле 5               |
| 46  | Гробниця Вахнянина А. К. українського композитора, письменника, громадського діяча | Львів, вул. Мечнікова, Личаківське кладовище, поле 72              |
| 47  | Гробниця Верхратського І. Г., українського філолога, письменника, природознавця, громадського діяча | Львів, вул. Мечнікова, Личаківське кладовище, поле 3               |
| 48  | Могила Вільде Ірини (Полотнюк Д. Д.), відомої української письменниці | Львів, вул. Мечнікова, Личаківське кладовище, поле 59              |
| 49  | Могила Возняка М. С., українського літературознавця, академіка АН України | Львів, вул. Мечнікова, Личаківське кладовище, поле 1               |
| 50  | Могила Волощака А. В., українського поета | Львів, вул. Мечнікова, Личаківське кладовище, поле 1               |
| 51  | Могила Гаврилюка О. Я. і Тудора С. Й. (Олексюка), українських письменників | Львів, вул. Мечнікова, Личаківське кладовище, поле 84              |
| 52  | Могила Галана Я. О., українського письменника, публіциста | Львів, вул. Мечнікова, Личаківське кладовище, поле 1               |
| 53  | Могила Гебус-Баранецької С. М., українського графіка | Львів, вул. Мечнікова, Личаківське кладовище, поле 61              |
| 54  | Могила Гжицького В. З., українського письменника | Львів, вул. Мечнікова, Личаківське к-ще, поле 1                    |
| 55  | Могила Гжицького С. З., українського біохіміка, члена-кореспондента АН України | Львів, вул. Мечнікова, Личаківське кладовище, поле 59              |
| 56  | Могила Глухого В. Й., українського актора, заслуженого артиста України | вул. Шевченка, Янівське к-ще, поле16                               |
| 57  | Могила Гнатюка В. М., українського фольклориста, етнографа, публіциста, літературознавця, перекладача | Львів, вул. Мечнікова, Личаківське кладовище, поле 5               |
| 58  | Могила Голубця М., українського поета і мистецтвознавця | Львів, вул. Мечнікова, Личаківське кладовище, поле 1               |
| 59  | Могила Гординського Я. А., українського літературознавця, письменника, члена НТШ | Львів, вул. Мечнікова, Личаківське кладовище, поле 50              |
| 60  | Могила Гошовського В., українського музикознавця-фольклориста | Львів, вул. Мечнікова, Личаківське кладовище, поле 63              |
| 61  | Могила Гощинського С., польського поета, публіциста, політичного діяча | Львів, вул. Мечнікова, Личаківське кладовище, поле 1               |
| 62  | Гробниця Гроттгера А., польського художника | Львів, вул. Мечнікова, Личаківське кладовище, поле 5               |
| 63  | Могила Данченка В. А., українського актора, народного артиста України | Львів, вул. Мечнікова, Личаківське кладовище, поле 5               |
| 64  | Могила Дибовського Б., польського вченого-зоолога, лікаря, члена ПАН і АН СРСР | Львів, вул. Мечнікова, Личаківське кладовище, поле 40              |
| 65  | Могила Дзиндри Є. В., українського скульптора | Львів, вул. Мечнікова, Личаківське кладовище, поле 22              |
| 66  | Могила Дрекслер Л., польського скульптора і живописця | Львів, вул. Мечнікова, Личаківське кладовище, поле 48              |
| 67  | Могила Дударєва Д. О., українського актора, народного артиста України | Львів, вул. Мечнікова, Личаківське кладовище, поле 3               |
| 68  | Гробниця, в якій похована Запольська Г., польська письменниця і драматург | Львів, вул. Мечнікова, Личаківське кладовище, поле 1               |
| 69  | Могила Зарицького М. О., українського математика | Львів, вул. Мечнікова, Личаківське кладовище, поле 59              |
| 70  | Могила Захаревича Ю., польського архітектора, першого ректора Львівської технічної академії | Львів, вул. Мечнікова, Личаківське кладовище, поле 55              |
| 71  | Могила Зубрицького Д., українського історика, етнографа, архівіста | Львів, вул. Мечнікова, Личаківське кладовище, поле 22              |
| 72  | Могила Івасюка В. М., українського композитора | Львів, вул. Мечнікова, Личаківське к-ще, поле 22                   |
| 73  | Могила Інгульського П. М., українського письменника, публіциста | Львів, вул. Мечнікова, Личаківське к-ще, поле 1                    |
| 74  | Могила Яна Непомуцена Камінського, польського актора, режисера, драматурга, редактора «Газети Львівської» | Львів, вул. Мечнікова, Личаківське кладовище, поле 20              |
| 75  | Могила Карандєєва К. Б., вченого електротехніка, члена- кореспондента АН СРСР | Львів, вул. Мечнікова, Личаківське кладовище, поле 4               |
| 76  | Могила Кармалюка П. П., українського співака, народного артиста СРСР | Львів, вул. Мечнікова, Личаківське к-ще, поле 3                    |
| 77  | Могила Карманського П. С., українського поета, публіциста, перекладача | Львів, вул. Мечнікова, Личаківське кладовище, поле 1               |
| 78  | Могила Ковжуна П. М., українського художника-графіка, мистецтвознавця | Львів, вул. Мечнікова, Личаківське кладовище, поле 21              |
| 79  | Гробниця Колесси Ф. М., видатного українського фольклориста, музикознавця, композитора, літерату-рознавця, академіка України | Львів, вул. Мечнікова, Личаківське кладовище, поле 78              |
| 80  | Могила Козачковського Д., українського актора, режисера, народного артиста України | Львів, вул. Мечнікова, Личаківське кладовище, поле 5               |
| 81  | Могила Козланюка П. С., українського письменника, публіциста, громадського діяча | Львів, вул. Мечнікова, Личаківське кладовище, поле 1               |
| 82  | Могила Конопницької М., видатної польської письменниці | Львів, вул. Мечнікова, Личаківське кладовище, поле 1               |
| 83  | Могила Консулова А. Д., українського архітектора, заслуженого архітектора України | Львів, вул. Мечнікова, Личаківське кладовище, поле 7               |
| 84  | Гробниця Копистинського Т. Д., українського живописця | Львів, вул. Мечнікова, Личаківське кладовище, поле 63              |
| 85  | Могила Кос-Анатольського А. Й., українського композитора, педагога, народного артиста України | Львів, вул. Мечнікова, Личаківське кладовище, поле 3               |
| 86  | Могила Костельника Г. Ф., протопресвітера, доктора філософії | Львів, вул. Мечнікова, Личаківське кладовище, поле 2               |
| 87  | Могила Коцка А., студента юридич-ного факультету Львівського університету, провідника студентського руху за український університет                                                                                              | Львів, вул. Мечнікова, Личаківське кладовище, поле 5               |
| 88  | Гробниця Кратохвилі-Відимської Ю. Б., українського живописця, графіка | Львів, вул. Мечнікова, Личаківське кладовище, поле 69              |
| 89  | Могила Кривицької Л. С., української актриси, народної артистки України | Львів, вул. Мечнікова, Личаківське кладовище, поле 3               |
| 90  | Могила Крип'якевича І. П., українського історика, академіка АН України | Львів, вул. Мечнікова, Личаківське кладовище, поле 59              |
| 91  | Могила Крушельницької С. А., видатної української співачки, педагога (пам'ятка національного значення) | Львів, вул. Мечнікова, Личаківське кладовище, поле 4               |
| 92  | Гробниця Кульчицької О. Л., народної художниці України | Львів, вул. Мечнікова, Личаківське кладовище, поле 72              |
| 93  | Могила Купранця Й. О., учасника революційного руху | Львів, вул. Мечнікова, Личаківське кладовище, поле 12              |
| 94  | Могила Куриласа Й. П., українського живописця | Львів, вул. Мечнікова, Личаківське кладовище, поле 1               |
| 95  | Могила Куртяка Є. українського письменника | Львів, вул. Мечнікова, Личаківське кладовище, поле 11              |
| 96  | Могила Левицького І. О., видатного українського бібліографа | Львів, вул. Мечнікова, Личаківське кладовище, поле 50              |
| 97  | Гробниця Левинського І. І., українського архітектора | Львів, вул. Мечнікова, Личаківське кладовище, поле 73              |
| 98  | Могила Левицького Л. І., українського художника | Львів, вул. Мечнікова, Личаківське кладовище, поле 4               |
| 99  | Могила Липи І., українського письменника, міністра здоров'я УНР | м. Винники, Личаківська райрада м. Львова, міське к-ще             |
| 100 | Могила Лисика Є., українського художника | Львів, вул. Мечнікова, Личаківське кладовище, поле 67              |
| 101 | Могила Лозинського В., польського письменника, публіциста | Львів, вул. Мечнікова, Личаківське кладовище, поле 43              |
| 102 | Могила Лотоцького А., українського письменника | Львів, вул. Мечнікова, Личаківське кладовище, поле 51              |
| 103 | Могила Лукіяновича Д. Я., українського письменника, літературознавця, публіциста | Львів, вул. Мечнікова, Личаківське кладовище, поле 58              |
| 104 | Могила Лучука В., українського поета, перекладача, громадського діяча | Львів, вул. Мечнікова, Личаківське кладовище, поле 80              |
| 105 | Могила Любич-Парахоняк О., відомої української оперної співачки | м. Винники, Личаківська райрада м. Львова, міське к-ще             |
| 106 | Могила Людкевича С. П., українського композитора, педагога, народного артиста СРСР | Львів, вул. Мечнікова, Личаківське кладовище, поле 3               |
| 107 | Могила Максименка В., народного артиста України | Львів, вул. Мечнікова, Личаківське кладовище, поле 12              |
| 108 | Гробниця Манастирських Антона і Вітольда, українських живописців, народних художників України | Львів, вул. Мечнікова, Личаківське кладовище, поле 5               |
| 109 | Могила Марковського Ю., польського скульптора | Львів, вул. Мечнікова, Личаківське кладовище, поле 5               |
| 110 | Могила Марконі Л., польського скульптора і архітектора, професора | Львів, вул. Мечнікова, Личаківське кладовище, поле 53              |
| 111 | Могила Масляка С. В., українського поета, перекладача, критика, музикознавця, педагога | Львів, вул. Мечнікова, Личаківське кладовище, поле 57              |
| 112 | Могила Мацюка О. Я., директора ЦДІА України у Львові | Львів, вул. Мечнікова, Личаківське кладовище, поле 49              |
| 113 | Могила Мельничука Ю. С., українського письменника, публіциста і літературознавця | Львів, вул. Мечнікова, Личаківське кладовище, поле 1               |
| 114 | Могила Миська Е. П., українського скульптора, академіка України | Львів, вул. Мечнікова, Личаківське кладовище, поле 67              |
| 115 | Могила Міліянчука В. С., українського фізика | Львів, вул. Мечнікова, Личаківське кладовище, поле 4               |
| 116 | Могила Мономахова М. М., артиста балету, заслуженого артиста України | Львів, вул. Мечнікова, Личаківське кладовище, поле 12              |
| 117 | Гробниця, в якій похована Музика Я. Л., український живописець і графік | Львів, вул. Мечнікова, Личаківське кладовище, поле 13              |
| 118 | Могила Нагірного В. С., українського архітектора | Львів, вул. Мечнікова, Личаківське кладовище, поле 5               |
| 119 | Могила Нагірного Є., українського архітектора | Львів, вул. Мечнікова, Личаківське кладовище, поле 5               |
| 120 | Могила Новаківського О. Х., відомого українського художника | Львів, вул. Мечнікова, Личаківське кладовище, поле 59              |
| 121 | Могила Нудьги Г., українського літературознавця і критика | Львів, вул. Мечнікова, Личаківське кладовище, поле 71              |
| 122 | Гробниця, в якій похований Огоновський О. М., український літературознавець | Львів, вул. Мечнікова, Личаківське кладовище, поле 1               |
| 123 | Могила Одрехівського В., укр. скульптора, заслуженого діяча мистецтв України | Львів, вул. Мечнікова, Личаківське кладовище, поле 67              |
| 124 | Гробниця Опільського Ю. (Ю.Рудницького), українського письменника і педагога | Львів, вул. Мечнікова, Личаківське кладовище, поле 69              |
| 125 | Могила Осадчого М., українського письменника-публіциста, вченого, колишнього політв'язня | Львів, вул. Мечнікова, Личаківське кладовище, поле 69              |
| 126 | Гробниця Павенцького А. Я., редактора першої газети українською мовою «Зоря Галицька» | Львів, вул. Мечнікова, Личаківське кладовище, поле 7               |
| 127 | Могила Павлика М. І., українського письменника, публіциста, громадського діяча | Львів, вул. Мечнікова, Личаківське кладовище, поле 21              |
| 128 | Могила Павлова О. Г., Героя Радянського Союзу, льотчика | Львів, вул. Мечнікова, Личаківське кладовище, поле 3               |
| 129 | Могила Партицького О. Й., українського мовознавця, етнографа, історика, педагога | Львів, вул. Мечнікова, Личаківське кладовище, поле 14              |
| 130 | Гробниця Панчишина М, українського вченого, лікаря, громадського діяча | Львів, вул. Мечнікова, Личаківське кладовище, поле 5               |
| 131 | Могила Пачовського В., українського поета-молодомузівця | Львів, вул. Мечнікова, Личаківське кладовище, поле 1               |
| 132 | Могила Пелехатого Д. К., диригента, народного артиста України | Львів, вул. Мечнікова, Личаківське кладовище, поле 67              |
| 133 | Могила Пелехатого К. М., журналіста, учасника революційного руху на Західній Україні | Львів, вул. Мечнікова, Личаківське кладовище, поле 1               |
| 134 | Могила Пер'є А. М., львівського скульптора | Львів, вул. Мечнікова, Личаківське кладовище, поле 4               |
| 135 | Могила Петрушевича А. С., українського історика, філолога, етнографа | Львів, вул. Мечнікова, Личаківське кладовище, поле 5               |
| 136 | Могила Підгірянки М. (Ленерт-Домбровської), української поетеси | Львів, вул. Мечнікова, Личаківське кладовище, поле 5               |
| 137 | Могила Попеля А., польського скульптора | Львів, вул. Мечнікова, Личаківське кладовище, поле 58              |
| 138 | Могила Рейхана А., львівського живописця | Львів, вул. Мечнікова, Личаківське кладовище, поле 51              |
| 139 | Могила Романицького Б. В., українського актора, режисера, театрального діяча, історика театру, народного артиста СРСР | Львів, вул. Мечнікова, Личаківське кладовище, поле 67              |
| 140 | Могила Романчука Ю., співзасновника НТШ і товариства «Просвіта», та його сина Тита, українського художника | Львів, вул. Мечнікова, Личаківське кладовище, поле 69              |
| 141 | Могила Рубчака І. Д., українського актора | Львів, вул. Мечнікова, Личаківське кладовище, поле 4               |
| 142 | Гробниця Рудницького М. І., українського письменника | Львів, вул. Мечнікова, Личаківське кладовище, поле 54              |
| 143 | Могила Савіна В. М., українського живописця, заслуженого діяча мистецтв України | Львів, вул. Мечнікова, Личаківське кладовище, поле 1               |
| 144 | Могила Свєнціцького І. С., укр. філолога і мистецтво-знавця, та його дочки Віри, мистецтвознавця | Львів, вул. Мечнікова, Личаківське кладовище, поле 21              |
| 145 | Могила Севери І. В., українського скульптора | Львів, вул. Мечнікова, Личаківське кладовище, поле 1               |
| 146 | Могила Сельських Маргіт та Романа, українських живописців | Львів, вул. Мечнікова, Личаківське кладовище, поле 33              |
| 147 | Могила Смольського Г. С., українського живописця, етнографа, фольклориста, мистецтвознавця | Львів, вул. Мечнікова, Личаківське кладовище, поле 22              |
| 148 | Могила Сосенка М. Д., українського художника | вул. Шевченка, Янівське к-ще, поле 31                              |
| 149 | Могила Сороки М., політичного діяча, інженера-архітектора та Зарицької К., учасниці революційно-визвольної боротьби | Львів, вул. Мечнікова, Личаківське кладовище, поле 67              |
| 150 | Гробниця, в якій похований Стадник Й. Д., український актор, режисер, педагог, перекладач | Львів, вул. Мечнікова, Личаківське кладовище, поле 8               |
| 151 | Могила Степанів-Дашкевич О., педагога, хорунжої УСС | Львів, вул. Мечнікова, Личаківське кладовище, поле 64              |
| 152 | Могила Стефаника С. В., політичного і громадського діяча, директора літературно-меморіального музею Івана Франка у Львові | Львів, вул. Мечнікова, Личаківське кладовище, поле 1               |
| 153 | Могила Стефанчука Ю., українського театрального художника | Львів, вул. Мечнікова, Личаківське кладовище, поле 80              |
| 154 | Могила Стронського М., полковника УГА | Львів, вул. Мечнікова, Личаківське кладовище, поле 64              |
| 155 | Могила Суркова Ф. М., учасника визволення Львова від німецько-фашистських загарбників, Героя Радянського Союзу | Львів, вул. Мечнікова, Личаківське кладовище, поле 1               |
| 156 | Могила Сушка Р., полковника армії УНР, члена Проводу Українських Націоналістів | Львів, вул. Мечнікова, Личаківське кладовище, поле 1               |
| 157 | Гробниця, в якій похований Твердохліб С. А., український педагог і поет | Львів, вул. Мечнікова, Личаківське кладовище, поле 76              |
| 158 | Могила Ткачука І. В., українського письменника | Львів, вул. Мечнікова, Личаківське кладовище, поле 5               |
| 159 | Могила Торосевича Т. Б., фармацевта, хіміка-експерта, лікаря-бальмеолога, знаменитого дослідника мінеральних вод | Львів, вул. Мечнікова, Личаківське кладовище, поле 2               |
| 160 | Могила Труша І. І., українського живописця і художнього критика (пам'ятка національного значення) | Львів, вул. Мечнікова, Личаківське кладовище, поле 1               |
| 161 | Могила Турянського О. В., українського письменника і педагога | Львів, вул. Мечнікова, Личаківське кладовище, поле 76              |
| 162 | Могила Тютюнника Г. М., українського письменника | Львів, вул. Мечнікова, Личаківське кладовище, поле 1               |
| 163 | Могила Тягна Б., українського актора, режисера театру «Березіль», учня Леся Курбаса | Львів, вул. Мечнікова, Личаківське кладовище, поле 5               |
| 164 | Могила Франко В., активної громадсько-політичної діячки, біографа І.Франка. | Львів, вул. Мечнікова, Личаківське кладовище, поле 4               |
| 165 | Могила Франка І. Я., видатного українського письменника, поета, вченого, громадського діяча (пам'ятка національного значення)А                                                                                                   | Львів, вул. Мечнікова, Личаківське кладовище, поле 4               |
| 166 | Могила Чайки Я., українського скульптора | Львів, вул. Мечнікова, Личаківське кладовище, поле 73              |
| 167 | Могила Червєнського Б., польського письменника, публіциста, громадського діяча | Львів, вул. Мечнікова, Личаківське кладовище, поле 69              |
| 168 | Могила Чубая Г., українського поета | Львів, вул. Мечнікова, Личаківське кладовище, поле 11              |
| 169 | Могила Чукаріна В. І., українського спортсмена, гімнаста, абсолютного чемпіона Олімпійських ігор, світу, СРСР | Львів, вул. Мечнікова, Личаківське кладовище, поле 4               |
| 170 | Гробниця, в якій похований Шараневич І. І., видатний український історик | Львів, вул. Мечнікова, Личаківське к-ще, поле 71                   |
| 171 | Гробниця, в якій похований Шашкевич М., видатний український поет (пам'ятка національного значення) | Львів, вул. Мечнікова, Личаківське кладовище, поле 3               |
| 172 | Могила Шкрумеляка Ю., письменника, хорунжого УГА | Львів, вул. Мечнікова, Личаківське к-ще, поле 12                   |
| 173 | Могила Шімзера Антона, австрійського скульптора | Львів, вул. Мечнікова, Личаківське к-ще, поле 5                    |
| 174 | Могила Шмигельського А. І., українського поета | Львів, вул. Мечнікова, Личаківське кладовище, поле 1               |
| 175 | Могила Щуратів Василя, українського літературознавця, поета, академіка України, доктора філософських наук, професора, та його сина Степана, літературознавця                                                                     | Львів, вул. Мечнікова, Личаківське кладовище, поле 1               |
| 176 | Могила Яременка В. С., українського актора | Львів, вул. Мечнікова, Личаківське кладовище, поле 4               |
| 177 | Могила Ярославенка Я. Д., українського композитора | Львів, вул. Мечнікова, Личаківське кладовище, поле 45              |
| 178 | Могила Яцкевича Є. А., українського історика | Львів, вул. Мечнікова, Личаківське кладовище, поле 12              |
| 179 | Могила Яцківа М. Ю., українського письменника | Львів, вул. Мечнікова, Личаківське кладовище, поле 1               |
| 180 | Могила Дужого М., підхорунжого УГА, сотника УПА, редактора українських націоналістичних видань | Львів, вул. Мечнікова, Личаківське кладовище, поле 67              |
| 181 | Могила Дужого П., учасника національно-визвольної боротьби 40—50-х рр., члена проводу ОУН | Львів, вул. Мечнікова, Личаківське кладовище, поле 67              |
| 182 | Фортечна споруда — цитадель | вул. Каліча гора                                                   |
| 183 | Будинок, в якому була організована регулярна пошта | пл. Ринок,2                                                        |
| 184 | Будинок, в якому видавалась газета «Праця» | вул. Личаківська,67                                                |
| 185 | Будинок, в якому знаходилось НТШ | пр. Шевченка,8                                                     |
| 186 | Будинок, в якому знаходилось НТШ, працював І.Франко, жила Я.Музика, укр. художник, графік | вул. Винниченка, 26                                                |
| 187 | Будинок, в якому знаходилось НТШ | вул. Винниченка, 24                                                |
| 188 | Будинок, в якому виступали видатні співаки, артисти, композитори світової слави | пр. Свободи (оперний театр)                                        |
| 189 | Будинок, де містився Музичний інститут ім. М. В. Лисенка | вул. Шашкевича, 5                                                  |
| 190 | Будинок Народного Дому, в якому було проголошено ЗУНР; жив С. В. Балей (Народний Дім) | вул. Театральна, 22                                                |
| 191 | Будинок, в якому збиралися львівські математики (казино «Шкоцьке») | м. Львів, пр. Шевченка,27                                          |
| 192 | Будинок, в якому перебував Центральний Комітет «Українського робітничо-селянського об'єднання» («Сельроб») та редакція газети «Сельроб»                                                                                          | м. Львів, вул. Валова,14                                           |
| 193 | Будинок, в якому працював «Робітничий театр» | м. Львів, вул. В.Антоновича,10                                     |
| 194 | Будинок Першої Української академічної гімназії | вул. С.Бандери,14                                                  |
| 195 | Будинок колишньої Народної лічниці ім. А.Шептицького | вул. Є.Озаркевича,4                                                |
| 196 | Будинок (митрополичі палати), в якому жив митрополит А.Шептицький | пл. Св. Юра, 5                                                     |
| 197 | Будинок, в якому відбували ув'язнення І.Франко та інші громадські діячі | вул.кн. Романа, 1 — 3                                              |
| 198 | Будинок, в якому відбувся Антифашистський конгрес діячів науки і культури | вул. С.Кушевича,1                                                  |
| 199 | Будинок «Просвіти», в якому проголошено акт відновлення української держави | пл. Ринок.10                                                       |
| 200 | Будинок університету, в якому працювали видатні українські математики Зарицький М., Левицький В., Чайковський М. і вчені україністи Головацький Я., Огоновський О., Возняк М., Сімович В., Ковалик І. (Будинок галицького сейму) | вул. Університетська,1                                             |
| 201 | Будинок, в якому жив Б. І.-Антонич, український поет | вул. Городоцька, 50                                                |
| 202 | Будинок, в якому жив Барвінський В., український композитор і піаніст | вул. Барвінських,5                                                 |
| 203 | Будинок колишньої польської в'язниці, де була закатована Басараб О., героїня української національно-визвольної боротьби | вул. академіка Кучера,5                                            |
| 204 | Будинок, в якому жили Богуш П. і Богушович Ш., вірменські художники | вул. Вірменська,16                                                 |
| 205 | Будинок, в якому жив Братунь Р.А, український поет | вул.ген. Грицая,8                                                  |
| 206 | Будинок, в якому жив Бень В., директор школи, ад'ютант С.Петлюри, підполковник армії УНР | вул. Замкнена,6                                                    |
| 207 | Будинок, в якому жив Вайгель Каспар, вчений-геодезист, професор Львівської політехніки | вул. Саксаганського,3                                              |
| 208 | Будинок, в якому жив Верхратський І., український філолог, письменник, природознавець, громадський діяч | вул. Верхратського,8                                               |
| 209 | Будинок, в якому жила Вільде І., українська письменниця | вул. Кривоноса,33                                                  |
| 210 | Будинок, в якому жила Ірина Вільде, українська письменниця | вул. Чумацька,2                                                    |
| 211 | Будинок, в якому жив Возняк М. С., визначний український літературознавець, академік АН України | вул.акад. М.Кравчука,14                                            |
| 212 | Будинок, в якому жив Галан Я.О, український письменник, публіцист | вул. Гвардійська,18,                                               |
| 213 | Будинок, біля якого загинув Гасин О., видатний діяч ОУН-УПА | перетин вул. Коперніка і Стефаника                                 |
| 214 | Будинок, в якому жив Гжицький В.З, український письменник | пр. Свободи,22                                                     |
| 215 | Будинок Академії Ветеринарної Медицини, в якій викладав Гжицький С. З., біохімік, професор | вул. Пекарська, 50                                                 |
| 216 | Будинок, в якому жив Гнатюк В., видатний український фольклорист, етнограф, громадсько-літературний діяч, академік АН України | вул. Коцюбинського,19                                              |
| 217 | Будинок, в якому жив Грушевський М. С., великий український історик, визначний організатор укр. науки, голова НТШ, перший президент УНР                                                                                          | вул. І.Франка, 154                                                 |
| 218 | Будинок, в якому жив Дибовський Б., польський вчений, зоолог | вул. Кубанська, 12/а (тепер дитячий екологічний центр)             |
| 219 | Будинок, в якому жив Івасюк М., український живописець | вул. Фредра,7                                                      |
| 220 | Будинок, в якому жив Івасюк В. М., український композитор | вул. К.Левицького, 106                                             |
| 221 | Будинок, в якому був заарештований німецькими окупантами О.Кандиба-Ольжич, поет, археолог, заступник голови Проводу Українських Націоналістів                                                                                    | вул. Личаківська, 32                                               |
| 222 | Будинок, в якому жили Карманський П., український поет, перекладач та Ярема Я., український вчений-філолог і педагог | вул. І.Франка, 37                                                  |
| 223 | Будинок, в якому працював Карпенко Г., академік АН України | вул. Наукова, 5                                                    |
| 224 | Будинок, в якому жив Козланюк П., український письменник | вул. Глінки,12                                                     |
| 225 | Будинок, в якому жив Копистинський Т., український живописець | вул. Краківська, 20                                                |
| 226 | Будинок, в якому жив Корунка С., український живописець | пл Ринок,34                                                        |
| 227 | Будинок, в якому жив Крип'якевич І. П., український історик, академік АН України | вул. Острозького,7                                                 |
| 228 | Будинок, в якому жила Крушельницька С. А., видатна українська співачка (пам'ятка національного значення) | вул. Крушельницької, 23                                            |
| 229 | Будинок, в якому жив Крушельницький А., український письменник, педагог, журналіст | вул.ген. Д.Грицая, 19                                              |
| 230 | Будинок, в якому жила Кульчицька О., українська живописець і графік | вул. Листопадового Чину,7                                          |
| 231 | Будинок, в якому вперше на аматорській сцені виступав Курбас Лесь, видатний український режисер і актор (Кредитне товариство «Дністер»)                                                                                          | вул. Руська,20                                                     |
| 232 | Будинок, в якому жив Левицький Л., український графік і живописець | вул. Устияновича,10                                                |
| 233 | Будинок, в якому жив Левинський І., український архітектор | вул.ген. Чупринки, 58/а                                            |
| 234 | Будинок, в якому жив Левинський Л., український архітектор | вул. І.Левинського, 1                                              |
| 235 | Будинок колишнього радянського консульства у Львові, де Лемик М. виконав збройний акт | вул. Котляревського, 27                                            |
| 236 | Будинок, в якому жив і працював Лопушанський В., український письменник | вул. Личаківська,77                                                |
| 237 | Будинок, в якому жив Лукіянович Д., український письменник, літературознавець | вул. Рилєєва, 12                                                   |
| 238 | Будинок, в якому працював Людкевич С. П., український композитор, педагог, музикознавець | вул. Нижанківського,5                                              |
| 239 | Будинок, в якому жив Людкевич С. П., український композитор (пам'ятка національного значення) | вул. Людкевича,7                                                   |
| 240 | Будинок, в якому працював Маковей О. С., український письменник («Учительська жіноча семінарія») | вул. М.Туган-Барановського,7                                       |
| 241 | Будинок, в якому жив і працював Манастирський А.І, український живописець | вул. Кармалюка,9                                                   |
| 242 | Будинок, в якому жив Мельничук Ю., український письменник, літературознавець | вул. Дорошенка, 51                                                 |
| 243 | Будинок колишнього головного корпусу Львівської академії ветеринарної медицини ім. С.Гжицького, в якому працював В.Морачевський, український вчений, доктор медицини                                                             | вул. К.Левицького,67                                               |
| 244 | Будинок, в якому жив і працював Новаківський О. Х., український живописець | вул. Листопадового Чину, 11                                        |
| 245 | Будинок, в якому жив і працював Нудьга Г., український вчений і письменник | вул. Коновальця,60                                                 |
| 246 | Будинок, в якому жив Опільський Юліан (Рудницький Юрій), український письменник | вул. Здоров'я, 12                                                  |
| 247 | Будинок, в якому жили Косинський А., скульптор і Зубрицький Д., український історик | вул. Вірменська, 14                                                |
| 248 | Будинок, в якому жив Павлик М., відомий публіцист, письменник, громадський діяч | вул. Гуцульська, 5                                                 |
| 249 | Будинок, в якому жив Пачовський М., український письменник, педагог | вул. К.Левицького,70                                               |
| 250 | Будинок, в якому жив Полейовський М., скульптор | вул. Руська,12                                                     |
| 251 | Будинок, в якому жив Полейовський П., архітектор | вул. Вірменська, 13                                                |
| 252 | Будинок, в якому Садовський М. з трупою театру «Руської бесіди» поставив ряд вистав (Єврейське товариство «Яд Харузім») | вул. Шолом- Алейхема,11                                            |
| 253 | Будинок, в якому жив і працював Свєнціцький І., український філолог, мистецтвознавець | вул. Драгоманова,42                                                |
| 254 | Будинок, де містилася Богословська греко-католицька академія, яку очолював патріарх Йосип Сліпий | вул. Коперніка, 36                                                 |
| 255 | Будинок, в якому жила Степанів-Дашкевич О., хорунжа УСС, педагог | вул. Козацька,11а                                                  |
| 256 | Будинок, в якому жив Сльозка М., український друкар (пам'ятка національного значення) | вул. Руська,2                                                      |
| 257 | Будинок, в якому жили Студинський К., вчений-фундаменталіст і Кос-Анатольський А., відомий український композитор і педагог | вул. Глібова, 15                                                   |
| 258 | Будинок, в якому загинув Сушко Р., полковник армії УНР | вул. Винниченка,3                                                  |
| 259 | Будинок, в якому жили Рубчакова К., українська драматична актриса і співачка, Щурат В., український літературознавець, фольклорист, поет, академік АН України                                                                    | вул. Лисенка,3                                                     |
| 260 | Садиба Труша І. І., видатного українського живописця | вул. Труша,28                                                      |
| 261 | Будинок, в якому жив Франко І. Я., видатний український поет, письменник, громадський діяч | Вічева,1                                                           |
| 262 | Будинок Львівського університету, в якому вчився Франко І. Я., білоруська поетеса Цьотка (Алоїза Пашкевич) та працював Грушевський М., загинув Коцко А. (пам'ятка національного значення)                                        | вул. Грушевського,4                                                |
| 263 | Будинок, в якому жив Франко І. Я. та видавався журнал «Громадський друг» | вул. Крушельницької,25                                             |
| 264 | Будинок, в якому жив Франко І. Я. | вул.ген. Чупринки,14                                               |
| 265 | Будинок, в якому жив Франко І. Я. (пам'ятка національного значення) | вул. І.Франка,152                                                  |
| 266 | Будинок наукової бібліотеки, де працював Франко І. Я. | вул. Драгоманова,5                                                 |
| 267 | Будинок, в якому працював Франко П., український вчений-хімік | вул. Туган-Барановського,10                                        |
| 268 | Будинок колишньої єзуїтської колегії, де навчався Хмельницький Б. М. | вул. Театральна,15 (тепер СШ 62)                                   |
| 269 | Будинок бібліотеки, в якій працювали Шашкевич М., Вагилевич І., Головацький Я. та ін. (Оссолінеум) | вул. Стефаника,2                                                   |
| 270 | Будинок, в якому жив Шолом-Алейхем, видатний єврейський письменник | вул. Котлярська,1                                                  |
| 271 | Будинок, в якому жив Шухевич В., український етнограф, фольклорист | вул. Барвінських,7                                                 |
| 272 | Будинок, в якому загинув Шухевич Р., генерал-хорунжий УПА | вул. Білогорща,76                                                  |
| 273 | Будинок, в якому жив Ярославенко Я., український композитор | вул. Ярославенка,30                                                |
| 274 | Будинок, в якому жив Яцків М., український письменник | вул. Сковороди,7                                                   |
| 275 | Будинок, в якому жила Підгірянка М., українська поетеса | с-ще Рудно, Залізнична райрада м. Львова, вул. М.Підгірянки        |
| 276 | Будинок, в якому жив Липа І., український письменник, міністр здоров'я України | м. Винники, Личаківська райрада м. Львова, вул.. Л.Українки,14     |
| 277 | Будинок, в якому жив Федюк М., український художник, мистецтвознавець | м. Винники, вул. М.Федюка, 7                                       |
| 278 | Пам'ятник на честь взяття Високого замку загонами М.Кривоноса | парк «Високий замок»                                               |
| 279 | Пам'ятник на честь скасування панщини | вул. Малехівська                                                   |
| 280 | Пам'ятник на честь скасування панщини | вул. Кавалерідзе                                                   |
| 281 | Пам'ятник жертвам комуністичних злочинів | вул. Шашкевича                                                     |
| 282 | Пам'ятник галичанам, які загинули у війні в Афганістані | вул. Батуринська, сквер                                            |
| 283 | Пам'ятник воїнам УПА Панасу В. та Кухарчуку В. на місці загибелі | вул. Рясненська                                                    |
| 284 | Меморіал учасників польського повстання 1863 р. | вул. Мечнікова, Личаківське к-ще, поле 40                          |
| 285 | Будинок, в якому жив Левицький В., український письменник, літературний критик, громадський діяч | м. Винники, Личаківська райрада м. Львова, вул. Галицька,11        |
|     | |                                                                    |

## Джерело
інформація на сайті Львівської міської ради